# 刘转连
刘转连（1912年9月11日—1992年12月28日），原名刘昌发。中国人民解放军开国中将，1955年获一级八一勋章、一级独立自由勋章、一级解放勋章和一级红星功勋荣誉章。

## 生平
抗战时期，1937年9月起任八路军第120师第359旅第717团团长。1940年9月到延安治病做手术取弹片，随后修养2个月。1941年1月入中央党校学习。1942年春升任陕甘宁晋绥联防军第359旅参谋长，参与领导南泥湾大生产运动。1945年4月至6月作为陕甘宁边区代表团成员出席中共七大。1945年5月至8月任八路军独立第2游击支队司令员，率队南下。1945年7月10日过同蒲路时战斗损失严重。1945年8月15日进至河南新安县时，正值日本投降，旋即奉命转赴东北。
1945年10月任东北人民自治军第359旅旅长。1946年3月任东北民主联军独立第1旅旅长、哈北军分区司令员。1946年8月至1947年1月任中共合江省委委员、合江军区副司令员。1946年10月任佳木斯卫戍司令部副司令员。1946年10月至1947年1月任合江军区第一军分区司令员。
1947年1月至5月任东北民主联军独立第1师师长。在打靠山屯敌军时奉命率部接击由农安县城增援的敌87师未果，被降职。1947年5月任东北民主联军独立第3师副师长。1947年9月至12月随所部升级任东北民主联军第10纵队第29师师长。1948年11月至1949年4月任中国人民解放军第47军第140师师长。1949年4月至9月任中国人民解放军第四野战军第48军副军长。1949年8月至9月任中共赣南、赣西南地委委员。赣西南军区第二副司令员、党委常委。